# 中村勝彦 (作曲家)
中村 勝彦（なかむら かつひこ、1937年11月27日 - 2019年12月13日）は、日本の作曲家。
専門はCMソング・アニメソング・童謡・歌謡曲。

## 生涯
東京生まれ。慶應義塾普通部、慶應義塾高等学校を経て、慶應義塾大学法学部を卒業したが、美学芸術を学ぶため、同大学の文学部に再入学し美術史を専攻、卒業。

## 主な楽曲提供
- シンデレラのスープ　谷本賢一郎、きのしたももか
- アヒルと少女　小鳩くるみ、少年少女合唱団みずうみ
- ロバちょっとすねた　アグネス・チャン
- 雪のわすれもの　大竹しのぶ
- 雨のてん・てん　河合奈保子
- われないタマゴ　藤本房子
- ニャーンタイム　藤本房子
- ニャーンタイム　松本伊代
- あなたのためなら　ビリーバンバン
- はじめての僕デス　加藤茶(ザ・ドリフターズ)
- はじめての僕デス　宮本浩次(エレファントカシマシ)
- にゃあんたいそう　NHK出版
- 雨のてん・てん　土田誠子
- 思いっきり夢　みんなのうた
- のらねこ三度笠　西田敏行
- キャラメルコーン　東ハトキャラメルコーン
- 丸大ハンバーグ
- 丸大ウィンナー
- 洗濯洗剤　スパーク

主なアニメソング
- トンデラハウスの大冒険
- ゆかいな仲間たち
- タイムブックの歌
- いなかっぺ大将